# Cynorta poaensis
Cynorta poaensis is een hooiwagen uit de familie Cosmetidae.